# Klein Allendorf
Klein Allendorf (ein russischer Name ist nicht bekannt) war ein Dorf in Ostpreußen. Seine Ortsstelle liegt heute in der russischen Oblast Kaliningrad (Gebiet Königsberg (Preußen)) im Munizipalkreis Rajon Prawdinsk (Stadtkreis Friedland).

## Geographische Lage
Die Ortsstelle Klein Allendorfs liegt in der südlichen Mitte der Oblast Kaliningrad, 16 Kilometer südlich der früheren Kreisstadt Wehlau (russisch Snamensk) bzw. 14 Kilometer östlich der heutigen Rajonshauptstadt Prawdinsk (deutsch Friedland).

## Geschichte
Das als kleiner Hof gegründete Klein Allendorf wurde 1874 als eigenständiger Gutsbezirk in den neu errichteten Amtsbezirk Groß Allendorf (russisch Kostromino) im ostpreußischen Kreis Wehlau eingegliedert. Im Jahre 1910 zählte Klein Allendorf 33 Einwohner.
Am 30. September 1928 schloss sich Klein Allendorf mit den Landgemeinden Aue I und II, Groß Allendorf, Neusaß I und Neusaß II sowie den Gutsbezirken Carlswalde und Ziegelhöfchen zur neuen Landgemeinde Groß Allendorf zusammen.
In Kriegsfolge wurde 1945 das gesamte nördliche Ostpreußen an die Sowjetunion abgetreten. Von Klein Allendorf allerdings verliert sich die Spur. Der Ort wird nicht mehr genannt, ein russischer Name ist auch nicht belegt. So mag der kleine Ort im Nachbarort Groß Allendorf untergegangen sein, der mit dem russischen Namen Kostromino namensgebend für eine weitflächige Siedlung im Munizipalkreis Rajon Prawdinsk (Stadtkreis Friedland) in der russischen Oblast Kaliningrad (Gebiet Königsberg (Preußen)) ist.

## Religion
Christentum
Bis 1945 war Klein Allendorf in die evangelische Kirche Allenburg (russisch Druschba) in der Kirchenprovinz Ostpreußen  der Kirche der Altpreußischen Union, außerdem – ab 1928 – in die römisch-katholische Pfarrei Wehlau (russisch Snamensk) im damaligen Bistum Ermland eingegliedert.

## Verkehr
Die nicht mehr wahrnehmbare Ortsstelle von Klein Allendorf liegt an einer Nebenstraße, die die beiden zur gleichen Siedlung Kostromino gehörenden und vor 1950 Kortmedien bzw. Groß Allendorf genannten Orte verbindet.